# Горман, Нэйтен
Нэйтен Горман (англ. Nathan Gorman; род. 25 июня 1996, Нантуич, Чешир, Великобритания) — британский боксёр-профессионал, выступающий в тяжёлой весовой категории.
Среди профессионалов действующий чемпион по версии IBF International (2022—н. в.), бывший чемпион по версиям WBC International Silver (2017—2019) и BBBoC Central Area (2016—2018) в тяжёлом весе.
Лучшая позиция по рейтингу BoxRec — 20-я (январь 2019) и являлся 5-м среди британских боксёров тяжёлой весовой категории, а по рейтингам основных международных боксёрских организаций в июне 2019 года занимал 21-ю строчку рейтинга WBC, — входя в ТОП-25 лучших тяжеловесов всего мира.

## Биография
Нэйтен Горман родился 25 июня 1996 года в городе Нантуич графства Чешир в Великобритании.
Горман имеет происхождение от ирландских цыган или ирландских путешественников.
И он является внучатым племянником непобеждённого ирландского кулачного бойца Бартли Гормана — «Цыганского короля», а также является родственником действующего чемпиона мира Тайсона Фьюри.

## Любительская карьера
Любительским боксом Горман занимался с 14 лет, но у него была большая проблема, подбирать соперников для официальных боёв — так как он был переростком и уже в 15 лет весил 95 кг и был полноценным супертяжеловесом (свыше 91 кг). Поэтому в любителях Горман провёл порядка 30 официальных поединков, и всего четыре из них были на международной арене.
Горман выиграл три молодежных национальных чемпионата Шотландии. Затем в феврале 2014 года он стал победителем молодежного национального чемпионата Англии (ABA), в финале досрочно техническим нокаутов во 2-м раунде победив Джозефа Коккейна, и прошёл отбор на молодёжный чемпионат мира.
В апреле 2014 года на 4-м чемпионате мира по боксу среди молодежи в Софии (Болгария), в 1/8 финала по очкам (счёт: 2:1) победил алжирца Амара Уарзедина, но в четвертьфинале из-за повреждения челюсти он не вышел на бой с американцем Дармани Роком, которому была присуждена формальная победа ввиду неявки соперника, — и в итоге ставшему чемпионом мира среди молодежи.
В сентябре 2015 года уже участвовал на взрослом международном турнире Мемориал Феликса Штамма в Варшаве (Польша), но в полуфинале проиграл по очкам (счёт: 1:2) поляку Павлу Вежбицкому — который в итоге стал победителем этого турнира.
Входя в сборную команду Великобритании, он многократно тренировался и спарринговал с Даниелем Дюбуа, который в это время выступал в весе до 91 кг и поэтому они не пересекались на официальных соревнованиях.

## Профессиональная карьера
Горман дебютировал в профессионалах в 19-летнем возрасте, под опекой знаменитого Рикки Хаттона и при содействии Hatton Promotions, Рикки Хаттон также руководит его тренировками. 5 декабря 2015 года он начал профессиональную карьеру, победив в 3-м раунде техническим нокаутом опытного чеха Йиндржиха Велецкого (19-38).
В 2015 году Горман спарринговал с будущим чемпионом мира Энтони Джошуа и является основным спарринг-партнёром чемпиона мира Тайсона Фьюри.
В июле 2017 года стало известно, что Горман подписал контракт с промоутерской компанией Queensberry Promotions Фрэнка Уоррена, и его будущие бои будут транслироваться на телевизионных каналах BoxNation и BT Sport.
11 ноября 2017 года в Ньюкасл-апон-Тайне (Англия) досрочно победил техническим нокаутом в 5-м раунде небитого немца чеченского происхождения Мохамеда Солтби (13-0), и завоевал вакантный титул чемпиона по версии WBC International Silver в тяжёлом весе.
24 февраля 2018 года в Лондоне победил техническим нокаутом во 2-м раунде француза Моргана Дессо (4-1).
9 июня 2018 года на Манчестер Арена в Манчестере досрочно победил техническим нокаутом в 3-м раунде опытного ирландца Шона Тёрнера (12-2).
20 октября 2018 года в Брентвуде по очкам (счёт: 79-73) победил опытного поляка Камиля Соколовского (5-12-2).
22 декабря 2018 года на Манчестер Арена в Манчестере единогласным решением судей (счёт: 120—108, 119—109, 119—109) победил опытного румына Развана Кожану (16-4) и защитил титул чемпиона по версии WBC International Silver (1-я защита Гормана) в тяжёлом весе.
23 марта 2019 года в Лестере по очкам (счёт: 100-90) победил опытного американского спойлера ветерана Кевина Джонсона (34-12-1).
13 июля 2019 года на O2 Арена в Лондоне встретился с непобеждённым соотечественником Даниелем Дюбуа (11-0). Первый раунд был равным, после чего Дюбуа захватил преимущество. Горман упал в нокдаун в 3-м раунде, а затем был нокаутирован в 5-м раунде. На кону поединка стоял титул чемпиона Великобритании по версии BBBofC в тяжёлом весе.
10 октября 2020 года в Лондоне единогласным решением судей (счёт: 99-92, 100-90, 100-90) победил опытного боксёра из Ганы Ричарда Ларти (14-2).
27 марта 2021 года в Лондоне досрочно победил техническим нокаутом во 2-м раунде опытного чеха Павела Соура (13-3, 8 КО).
26 ноября 2022 года на Уэмбли Арена в Лондоне, в бою за вакантный титул чемпиона Британии по версии BBBofC, встретился с непобеждённым соотечественником Фабио Уордли (14-0). В первом и в первой половине второго раунда Уордли был активнее, однако у Гормана проходило больше акцентированных ударов. Во втором раунде, после одного из таких ударов, Уордли пошатнулся, однако сразу пошёл в контратаку, которая закончилась отправкой Гормана в нокдаун. После возобновления боя Уордли, лицо которого было в крови, продолжил атаковать, что привело, в конце раунда, ко второму нокдауну. В третьем раунде Уордли ещё раз отправил Гормана в нокдаун, и вскоре после возобновления боя угол Гормана выкинул на ринг полотенце.
1 декабря 2023 года в Болтоне, (Англия) вышел на ринг после годичного простоя против 29-летнего украинского супертяжеловеса Богдана Миронца (7-1, 4 КО) и по  итогам восьми раундов потерпел поражение по очкам близким решением (счёт: 77—76). Миронец на протяжении боя был более активен и точен в ударах явно доминируя на дистанции.

## Статистика профессиональных боёв
В таблице перечислены результаты всех поединков боксёров.
В каждой строке указан результат поединка. Дополнительно номер поединка обозначен цветом, который обозначает итог поединка. Расшифровка обозначений и цветов представлена в нижеследующей таблице.
| Пример | Расшифровка                     |
| ------ | ------------------------------- |
|        | Победа                          |
|        | Ничья                           |
|        | Поражение                       |
|        | Планируемый поединок            |
|        | Поединок признан несостоявшимся |
| КО     | Нокаут                          |
| ТКО    | Технический нокаут              |
| PTS    | Решение судей (по очкам)        |
| UD     | Единогласное решение судей      |
| MD     | Решение большинства судей       |
| SD     | Раздельное решение судей        |
| RTD    | Отказ от продолжения боя        |
| DQ     | Дисквалификация                 |
| NC     | Поединок признан несостоявшимся |

| 22 поединков, 19 побед (13 нокаутом), 2 поражения. | 22 поединков, 19 побед (13 нокаутом), 2 поражения. | 22 поединков, 19 побед (13 нокаутом), 2 поражения. | 22 поединков, 19 побед (13 нокаутом), 2 поражения. | 22 поединков, 19 побед (13 нокаутом), 2 поражения.                 | 22 поединков, 19 побед (13 нокаутом), 2 поражения. | 22 поединков, 19 побед (13 нокаутом), 2 поражения. |
| Бой                                                | Рекорд                                             | Дата боя                                           | Соперник                                           | Место проведения боя                                               | Результат                                          | Дополнительно |
| -------------------------------------------------- | -------------------------------------------------- | -------------------------------------------------- | -------------------------------------------------- | ------------------------------------------------------------------ | -------------------------------------------------- | --- |
| 21                                                 | 19-2                                               | 26 ноября 2022                                     | Фабио Уордли (14-0)                                | Уэмбли Арена, Уэмбли, Лондон, Великобритания                       | RTD 3 (12), 2:33                                   | Бой за вакантный титул чемпиона Британии по версии BBBofC в тяжёлом весе. Горман побывал в нокдауне во 2-м (дважды) и 3-м раундах. В том же 3-м раунде его угол выкинул полотенце. |
| 20                                                 | 19-1                                               | 17 июня 2022                                       | Томаш Салек (17-3)                                 | Echo Arena, Ливерпуль, Мерсисайд, США                              | TKO 1 (10), 1:21                                   | Завоевал вакантный титул чемпиона по версии IBF International в тяжёлом весе. |
| 19                                                 | 18-1                                               | 27 марта 2021                                      | Павел Соур (13-3)                                  | Коппер-Бокс, Лондон, Великобритания                                | TKO 2 (10), 0:39                                   | |
| 18                                                 | 17-1                                               | 10 октября 2020                                    | Ричард Ларти (14-2)                                | BT Sport Studio, Лондон, Великобритания                            | UD (10)                                            | Счёт: 99-92, 100-90 (дважды). |
| 17                                                 | 16-1                                               | 13 июля 2019                                       | Даниель Дюбуа (11-0)                               | O2 Арена, Лондон, Великобритания                                   | KO 5 (12), 2:41                                    | Бой за вакантный титул чемпиона Британии по версии BBBofC в тяжёлом весе. Горман в нокдауне в 3-м раунде.                                                                          |
| 16                                                 | 16-0                                               | 23 марта 2019                                      | Кевин Джонсон (34-12-1)                            | Leicester Arena, Лестер, Лестершир, Великобритания                 | PTS (10)                                           | Счёт: 100-90. |
| 15                                                 | 15-0                                               | 22 декабря 2018                                    | Разван Кожану (16-4)                               | Манчестер Арена, Манчестер, Великобритания                         | UD (12)                                            | Счёт: 120-108, 119-109 (дважды). Защитил титул чемпиона по версии WBC International Silver (1-я защита Гормана) в тяжёлом весе.                                                    |
| 14                                                 | 14-0                                               | 20 октября 2018                                    | Камиль Соколовский (5-12-2)                        | Брентвуд-центр, Брентвуд, Эссекс, Великобритания                   | PTS 8 (8)                                          | Счёт: 79-73. |
| 13                                                 | 13-0                                               | 9 июня 2018                                        | Шон Тёрнер (12-2)                                  | Манчестер Арена, Манчестер, Великобритания                         | TKO 3 (10), 1:09                                   | |
| 12                                                 | 12-0                                               | 24 февраля 2018                                    | Морган Дессо (4-1)                                 | Йорк-холл, Лондон, Англия, Великобритания                          | TKO 2 (8), 1:08                                    | |
| 11                                                 | 11-0                                               | 11 ноября 2017                                     | Мохамед Солтби (13-0)                              | Метро Радио Арена, Ньюкасл-апон-Тайн, Англия, Великобритания       | TKO 5 (10), 2:50                                   | Завоевал вакантный титул чемпиона по версии WBC International Silver в тяжёлом весе.                                                                                               |
| 10                                                 | 10-0                                               | 15 июля 2017                                       | Антонио Соуза (4-6-1)                              | Винтер-Гарденс, Блэкпул, Англия, Великобритания                    | TKO 5 (8)                                          | |
| 9                                                  | 9-0                                                | 8 апреля 2017                                      | Доминик Акинладе (8-1-1)                           | Национальный спортивный центр, Лондон, Англия, Великобритания      | PTS (10)                                           | |
| 8                                                  | 8-0                                                | 18 февраля 2017                                    | Гогита Горгиладзе (7-15)                           | Fenton Manor Sports Complex, Сток-он-Трент, Англия, Великобритания | TKO 1 (10)                                         | |
| 7                                                  | 7-0                                                | 26 ноября 2016                                     | Игор Михалевич (4-6)                               | Motorpoint Arena, Кардифф, Уэльс, Великобритания                   | RTD 3 (6)                                          | |
| 6                                                  | 6-0                                                | 1 октября 2016                                     | Дэвид Хау (11-3)                                   | Fenton Manor Sports Complex, Сток-он-Трент, Англия, Великобритания | TKO 1 (10)                                         | Завоевал вакантный титул чемпиона Центрального региона по версии BBBofC Central Area в тяжёлом весе.                                                                               |
| 5                                                  | 5-0                                                | 2 сентября 2016                                    | Томаш Мразек (10-56-6)                             | Бэскот Стэдиум, Уолсолл, Англия, Великобритания                    | TKO 3 (8)                                          | |
| 4                                                  | 4-0                                                | 14 мая 2016                                        | Камиль Соколовский (1-6-1)                         | Бэскот Стэдиум, Уолсолл, Англия, Великобритания                    | TKO 5 (6)                                          | |
| 3                                                  | 3-0                                                | 30 апреля 2016                                     | Хрвое Кисичек (11-21)                              | Коппер-Бокс, Лондон, Англия, Великобритания                        | TKO 1 (4)                                          | |
| 2                                                  | 2-0                                                | 19 февраля 2016                                    | Якуб Войцик (7-13-2)                               | Town Hall, Уолсолл, Англия, Великобритания                         | PTS 4 (4)                                          | Счёт: 40-36. |
| 1                                                  | 1-0                                                | 5 декабря 2015                                     | Йиндржих Велецкий (19-38)                          | Town Hall, Уолсолл, Англия, Великобритания                         | TKO 3 (4)                                          | |

## Спортивные достижения

### Любительские
- 2014.  Победитель молодёжного чемпионата Великобритании (ABA[англ.]).

### Профессиональные
- 2016—2018.  чемпион Центрального региона по версии BBBofC[англ.] Central Area.
- 2017—2019.  чемпион по версии WBC International Silver.